# Federico Ortiz Uribe
Federico Guillermo Ortiz Uribe (1943-Medellín, 26 de septiembre de 2010) fue un ciclista de ruta colombiano, quien participó en 2 Vueltas a Colombia y 5 Clásicos RCN. Su muerte se produjo a la edad de 67 años luego de ser golpeado por una buseta en Medellín.

## Palmarés
1964
- 3º en el Clásico RCN
- 1 etapa de la Vuelta a Colombia

1965 
- 3º en el Clásico RCN
- 1 etapa de la Vuelta a Colombia

## Equipos
- El Rebaño - Multileche (1964)
- Pilsen Cervunión (1964-1965)